# Carl Lidman
Carl Lidman, född 23 december 1861 i By församling i Värmland, död 16 maj 1932 i Stockholm, var en svensk skolman.
Efter folkskollärarexamen i Karlstad 1883 blev Lidman anställd vid Stockholms folkskolor, där han 1905–1921 var överlärare, 1922–1929 andre folkskoleinspektör. Han fungerade tidvis som tillförordnat undervisningsråd, och var 1921–1929 ordförande i Sveriges allmänna folkskollärareförening. Lidman innehade flera kommunala förtroendeuppdrag, bland annat som ledamot av Stockholms stadsfullmäktige 1908–1912 samt från 1914. Tillsammans med Johan Jakob Dalström och senare L. Rönnblom utgav Lidman en reviderad utgåva av Ernst Carlsons Folkskolans geografi (1905, en mängd senare utgåvor). Lidman blev riddare av Vasaorden, första klassen, 1904. Samma år ordnade han den svenska undervisningsavdelningen vid världsutställningen i S:t Louis. Han var gift med Carolina Lindgren (1867–1942). Makarna är begravda på Skogskyrkogården i Stockholm.